# Sabie (plaats)
Sabie is een dorp met 9148 inwoners, aan de oever van de rivier Sabie in de gemeente Thaba Chweu in de Zuid-Afrikaanse provincie Mpumalanga. Het ligt op 360 kilometer ten oosten van Johannesburg en op 64 kilometer ten westen van het Nationaal park Kruger.
Het dorp is ontstaan toen in het gebied goud werd gevonden. Tegenwoordig is bosbouw de belangrijkste bedrijvigheid. De bosplantages rond Sabie vormen een van de grootste door de mensen gemaakte bossen van de wereld. Het dorp wordt door toeristen bezocht vanwege het boslandschap en de watervallen.
Sabie ligt op ongeveer 1066 meter boven zeeniveau. Het regenseizoen is in de zomer.

## Subplaatsen
Het nationaal instituut voor de statistiek, Stats SA, deelt sinds de census 2011 deze hoofdplaats in in 5 zogenaamde subplaatsen (sub place):
- Global
- Harmony Hill
- Hendriksdal
- Sabie
- Tweefontein Bosboustasie